# Christopher Masterson
Christopher Kennedy Masterson, född 22 januari 1980 på Long Island, New York, är en amerikansk skådespelare och DJ.

## Biografi
Masterson är mest känd för sin roll som Francis i TV-serien Malcolm – Ett geni i familjen. Han hade även en liten roll som Todd i That '70s Show där hans bror Danny Masterson också spelar.
Chris Masterson har medverkat i över 30 filmer. De mest kända är American History X, Scary Movie 2 och Min bäste väns bröllop med bl.a. Julia Roberts och Cameron Diaz.
2000 vann Masterson en Young Artist Award tillsammans med Frankie Muniz, Justin Berfield och Erik Per Sullivan för bästa unga ensemble i TV-serie Malcolm - Ett geni i familjen. De nominerades till samma pris 2001, då även med Craig Lamar Traylor.

## Filmroller
- Hiroshima Maiden
- Singles
- Mom I Can Do It
- Cutthroat Island
- Sunchaser
- Campfire Tales
- Min bäste väns bröllop
- Ecce Pirate
- Girl
- American History X
- Dragonheart: A New Beginning
- Strange Frequency
- Nice Guys Finish Last
- Scary Movie 2
- Hold On
- Wuthering Heights
- Waterborne
- Intellectual Property
- The Masquerade
- The Art of Travel
- Made for Each Other
- Impulse (kortfilm)
- Electric Sheep
- Chapman
- Bad Roomies

## TV-roller
- Murphy Brown
- Doktor Quinn
- The Road Home
- What'z Up?
- Klienten
- Touched by an Angel
- The Pretender
- Millennium
- Malcolm – Ett geni i familjen
- That '70s Show
- Död zon
- Den vilda familjen Thornberry
- Mad TV
- White Collar
- Men at Work
- Onion News Empire
- Haven